# Ludgate

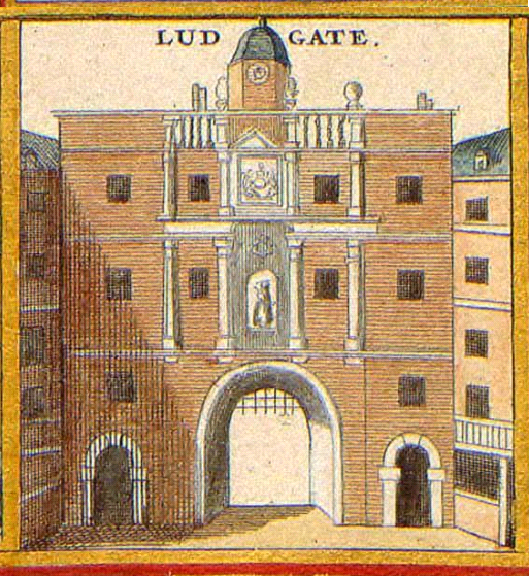
Illusztráció a kapuról, 1650 körül

Ludgate a City of Londont körülvevő városfal (London Wall) legnyugatibb kapuja volt.

## Nevének eredete
Geoffrey of Monmouth Historia Regum Britanniae című munkájában azt állítja, hogy Ludgate-et Lud brit király építtette I. e. 66-ban. Valószínűbb azonban, hogy az eredeti név a "Flood" vagy "Fleet Gate" lehetett, vagy a "ludgeat" (hátsó kapu) szóból származik.

## Története

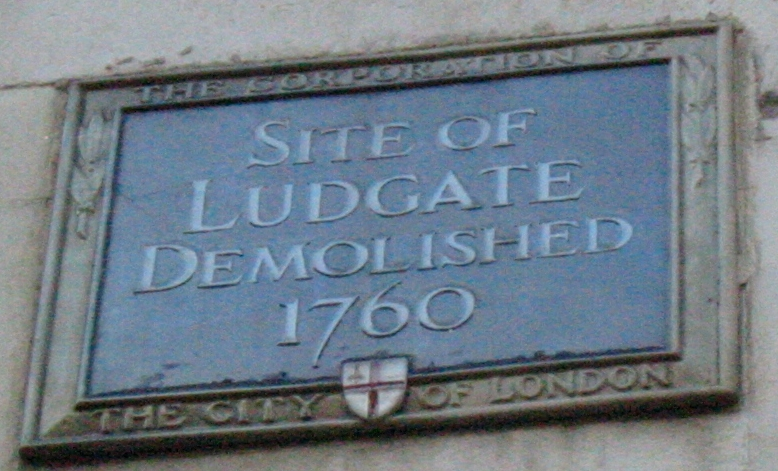
A kapu helyét jelölő tábla

London megerősítésekor a rómaiak utat építettek nyugat felé a Temze északi partja mentén. Az út áthaladt a később Lud Gate nevet viselő kapu alatt, mely kevéssel a Fleet folyó átkelőhelye fölött állt. A kapu helyét ma a Ludgate Hill északi oldalán található emléktábla őrzi.
Először 1215-ben újították fel, majd 1260-ban III. Henrik angol király parancsára többek között Lud király képével díszítették fel. A szobrok fejét bálványimádás miatt VI. Eduárd uralkodása idején levágták, de a katolikus I. Mária elrendelt visszahelyezésüket.
1378-ban a kapu feletti termekben börtönt alakítottak ki, azon három épület egyike lett, amelyek a Ludgate Börtön számára biztosítottak helyet. A fegyházba főleg a kisebb vétkek elkövetői kerültek, mint például az adósok. 1419-re nyilvánvalóvá vált, hogy Ludgate börtöne túl kényelmes, és ezért a rabok sokkal inkább maradnak itt, mint fizetik ki tartozásaikat. A helyzetet úgy próbálták megoldani, hogy a hírhedt Newgate börtönbe szállították át az elítélteket, de az olyan túlzsúfolt és egészségtelen volt, hogy vissza kellett hozni őket. 1463-ban a Ludgate börtönt kibővítették. A munkálatok Agnes Foster nevéhez fűződnek, aki Sir Stephen Foster, London főpolgármesterének özvegye volt. A legenda szerint Foster maga is a börtönben raboskodott, míg az asszony ki nem szabadította, majd később összeházasodtak. Agnes Foster azt is elrendelte, hogy a raboknak ne kelljen fizetni a szállásért, és friss ivóvízellátásuk legyen.
1586-ban a kapu ismét felújításon esett át, ezúttal I. Erzsébetnek köszönhetően. A keleti oldalára ekkor helyezték el Lud király és fiai szobrát, a nyugati oldalán pedig a királynő szobra kapott helyet. Az alkotások ma a Fleet Streeten található Szent Dunstan-templomot díszítik.
Ludgate az 1666-os nagy londoni tűzvész során megsemmisült, ám később helyrehozták, végső lebontására 1760-ban került sor. A börtön azonban tovább működött, 1795-ben szállították el a rabokat, és a 19. században szűnt meg végleg.

## Fordítás
Ez a szócikk részben vagy egészben  a   Ludgate című angol Wikipédia-szócikk ezen változatának fordításán alapul.  Az eredeti cikk szerkesztőit annak laptörténete sorolja fel. Ez a jelzés csupán a megfogalmazás eredetét és a szerzői jogokat jelzi, nem szolgál a cikkben szereplő információk forrásmegjelöléseként.